# Casinorysare
Casinorysare var en bokserie av rysare utgiven av förlaget Winthers i Malmö. Fyra delar utkom, alla utgivna 1991 och översatta till svenska av Wåge Andersson.
| Volym | Titel           | Originaltitel    | Författare               | Utgivningsår |
| ----- | --------------- | ---------------- | ------------------------ | ------------ |
| 1     | Solomons skugga | Surrogate child  | Andrew Neiderman         | 1991         |
| 2     | De sataniska    | Babel's children | J. N. Williamson         | 1991         |
| 3     | Vilseförd       | Scarecrow        | Richie Tankersley Cusick | 1991         |
| 4     | Spökhuset       | Addison house    | Clare McNally            | 1991         |